# Torneo de Niza 2015
El Open de Nice Côte d'Azur 2015 es un torneo de tenis jugado en pistas de tierra batida al aire libre. Es la 31.ª edición del Open de Nice Côte d'Azur y forma parte de la gira mundial ATP World Tour 250 del 2015. Se llevará a cabo en el Lawn Tennis Club de Niza en Niza, Francia, del 17 de mayo hasta el 23 de mayo de 2015.

## Cabeza de serie

### Individual
| Tenista                | Ranking | Preclasificada |
| Gilles Simon           | 12      | 1              |
| John Isner             | 17      | 2              |
| Ernests Gulbis         | 22      | 3              |
| Leonardo Mayer         | 25      | 4              |
| Bernard Tomic          | 27      | 5              |
| Guillermo García-López | 28      | 6              |
| Nick Kyrgios           | 30      | 7              |
| Martin Kližan          | 32      | 8              |

- Ranking del 11 de mayo de 2015

### Dobles masculinos
| Tenista                            | Ranking | Preclasificado |
| Jean-Julien Rojer Horia Tecău      | 25      | 1              |
| Daniel Nestor Alexander Peya       | 34      | 2              |
| Eric Butorac Sam Groth             | 74      | 3              |
| David Marrero Aisam-ul-Haq Qureshi | 82      | 4              |

## Campeones

### Individuales
Dominic Thiem venció a  Leonardo Mayer por 6-7(8), 7-5, 7-6(2)

### Dobles
Mate Pavić /  Michael Venus vencieron a  Jean-Julien Rojer /  Horia Tecău por 7-6(4), 2-6, [10-8]